# Ronthal (Gemeinde Hohenwarth-Mühlbach)
Ronthal ist eine Ortschaft und Katastralgemeinde der Marktgemeinde Hohenwarth-Mühlbach am Manhartsberg in Niederösterreich mit 121 Einwohnern (Stand 1. Jänner 2024).

## Geographie
Der Ort liegt in einem Seitental des Straßertales, das hier kesselartig endet. Es ist nur über Nebenstraßen erreichbar.

## Geschichte
Als Rewntal wird der Ort im 14. Jahrhundert bezeichnet, was sich vom mittelhochdeutschen Riuwental herleitet und „Tal der Betrübnis“ oder „schattiges Tal“ bedeutet. Laut Adressbuch von Österreich waren im Jahr 1938 in der Ortsgemeinde Ronthal ein Gastwirt, zwei Gemischtwarenhändler, zwei Sägewerke, ein Zimmermeister und einige Landwirte ansässig. Zudem gab es beim Ort eine Ziegelei.